# Svarte skåning
Svarte skåning, ett tillnamn, nästan uteslutande använt av Nils Jönsson Svarte skåning (död 1410) men i modern litteratur brukat som släktnamn för hans ättlingar, en dansk släkt, närmast bördig från Skåne, inflyttad till Sverige I slutet av 1300-talet och utslocknad i början av 1500-talet. Eftersom ätten utdog innan Sveriges Riddarhus grundades 1625, blev den där aldrig introducerad som adelsätt.
I vapnet förde släkten en båt, vanligen försedd med drakhuvud.

## Historik
Dess förste i Sverige bosatte medlem var den omnämnde riddaren Nils Jönsson (Svarte skåning) vilken har tidigast kunnat beläggas 1381, då drottning Margareta förlänade honom gods i Fjäre härad i norra Halland. Hanseaterna beskyllde honom för sjöröveri. Han blev riddare något av åren 1388–1389.
Kort före konung Albrekts fall sändes han med en här att belägra Axevalla hus, och sedan han intagit detta, erhöll han det som förläning. Han förenade härmed andra län, såsom Örestens, men förflyttades i början av 1400-talet till Nyköpings slott, som han sedermera behöll.
Nils Jönssons ende kände son  Jöns Nilsson (Svarte skåning) har redan som barn kunnat beläggas i ett brev från 1394 i vilket familjen förklaras delaktig i de goda gärningar som utförs i Vadstena kloster. Han blev riddare något av åren 1410–1413 och kallas ”Johannes Sworte Schoning” i kung Eriks förbundstraktat med Polen 1419 och ”Jons Zwarte Schoning” i densammes förbundsfördrag med hansestäderna 1423. I hela det övriga kända brevmaterialet nämns han uteslutande som Svarte Jöns (död något av åren 1440–1442). Han gifte in sig i det svenska högfrälset genom att senast 1413 ingå äktenskap med Ingeborg, en dotter till riddaren och riksrådet Nils Bosson (Natt och Dag), och hans sätesgård blev hennes möderneärvda Åkerö i Södermanland. Han var svenskt riksråd samt hövitsman på Öresten. En tid innehade han även Akershus i Norge, då han spelade en roll vid den norska bonderesningen 1436.
Dennes söner Åke Jönsson (Svarte skåning) och Ture Jönsson (Svarte skåning) var båda riksråd och lagmän, den förre i Södermanland, den senare i Västergötland.